# Pražský přebor 2018/2019
Pražská teplárenská přebor mužů (jednu ze skupin 5. fotbalové ligy) hrálo v sezóně 2018/2019 16 klubů. Vítězem se stalo mužstvo SK Újezd Praha 4, ale po výhře klub odmítl postup do divize. Do I.A třídy sestoupily poslední čtyři týmy FC Tempo Praha, ABC Braník fotbal, ČAFC Praha, a SK Union Vršovice.

## Systém soutěže
Kluby se střetly v soutěži každý s každým dvoukolovým systémem podzim–jaro, hrály tedy 30 kol. Tento ročník odstartoval 11. srpna 2018 úvodními zápasy 1. kola a poslední kolo se odehrálo 15. června 2019.

## Nové týmy v sezoně 2018/2019
- Z příslušných divizí (Divize A, Divize B, a Divize C) do Pražského přeboru nesestoupilo žádné mužstvo.
- Z Pražské I. A třídy postoupila tato mužstva: FC Slavoj Vyšehrad B a SK Hostivař ze skupiny A, AFK Slavoj Podolí Praha a SK Újezd Praha 4 ze skupiny B.
- Novým účastníkem přeboru se stal FK Viktoria Žižkov B, na ktery převedly práva hrát soutěž SK Horní Měcholupy.

## Výsledná tabulka
| Poř. | Tým                         | Z  | V  | R | P  | VG | OG | B  |
| ---- | --------------------------- | -- | -- | - | -- | -- | -- | -- |
| 1.   | SK Újezd Praha 4 (N)        | 30 | 24 | 3 | 3  | 87 | 32 | 75 |
| 2.   | TJ Sokol Královice          | 30 | 18 | 3 | 9  | 80 | 61 | 57 |
| 3.   | SK Uhelné sklady Praha      | 30 | 16 | 8 | 6  | 74 | 55 | 56 |
| 4.   | FC Přední Kopanina          | 30 | 14 | 5 | 11 | 91 | 66 | 47 |
| 5.   | FC Slavoj Vyšehrad B (N)    | 30 | 14 | 4 | 12 | 76 | 61 | 46 |
| 6.   | FK Dukla Jižní Město        | 30 | 13 | 4 | 13 | 64 | 62 | 43 |
| 7.   | FK Admira Praha B           | 30 | 12 | 6 | 12 | 59 | 55 | 42 |
| 8.   | SK Třeboradice              | 30 | 13 | 3 | 14 | 69 | 73 | 42 |
| 9.   | AFK Slavoj Podolí Praha (N) | 30 | 11 | 8 | 11 | 45 | 42 | 41 |
| 10.  | FK Motorlet Praha B         | 30 | 13 | 2 | 15 | 72 | 73 | 41 |
| 11.  | FK Viktoria Žižkov B (N)    | 30 | 12 | 4 | 14 | 69 | 70 | 40 |
| 12.  | SK Hostivař (N)             | 30 | 12 | 4 | 14 | 38 | 53 | 40 |
| 13.  | FC Tempo Praha              | 30 | 12 | 3 | 15 | 46 | 63 | 39 |
| 14.  | ABC Braník fotbal           | 30 | 11 | 3 | 16 | 52 | 72 | 36 |
| 15.  | ČAFC Praha                  | 30 | 9  | 0 | 21 | 40 | 82 | 27 |
| 16.  | SK Union Vršovice           | 30 | 4  | 4 | 22 | 34 | 76 | 16 |

Zdroj:
Poznámky:
- Z = Odehrané zápasy; V = Vítězství; R = Remízy; P = Prohry; VG = Vstřelené góly; OG = Obdržené góly; B = Body; (S) = Mužstvo sestoupivší z vyšší soutěže; (N) = Mužstvo postoupivší z nižší soutěže (nováček)

|  | Postup do příslušné divize (A/B/C) |
|  | Sestup do I. A třídy               |